# Manosque
Manosque (okcitán nyelven: Manòsca) az Alpes-de-Haute-Provence megye legnagyobb városa Franciaország déli részén. A megye fővárosa viszont a kisebb Digne-les-Bains. Manosque a Luberon-hegységtől keletre, a Durance folyóhoz közel fekszik. A városlakókat franciául manosquinoknak hívják.

## Történelme
A várost először 966-ban említik. A 13. században növekedett a kereskedelem és ennek következtében lakosságának száma elérte a 10 000-t. Ekkortájt épültek a városfalak is. Manapság a falak le lettek bontva, és csak egyes kapuk maradtak meg. A 18. századtól kezdve a várost pestisjárvány sújtotta 1720-ban és 1834-ben. 1950 és 1970 között a lakosság megnégyszeresedett, de 1970 után nagyjából stabil maradt 19 és 20 ezer között.

## Elhelyezkedése
Manosque a Luberontól keletre fekvő dombokon fekszik, a Durance-völgy fölött. Északon a Mont d'Or hegy határolja, nyugaton a Toutes-Aures dombok. Egyes dombok a 700 m tengerszint-feletti magasságot is meghaladják.
A város hozzáférhető az A51-es autópályáról, a 4096-os megyei útról, valamint a Marseille-Grenoble vasútvonallal.
A város 20 km távolságra van Forcalquiertől és 55 km-re Digne-les-Bains-tól. A legközelebbi nagyobb városok Avignon nyugatra és Aix-en-Provence valamint Marseille délre.

## Név eredete
A város neve provanszálul: Manòsca, klasszikus írásban Manosco. A középkorban Manoasca-nak írták.
A várost először 978 és 984 között említik (mint Manoasca). A név jelentését többféleképpen lehet értelmezni.
- A kelta-ligur elmélet szerint a *MaN (hegy) szóból ered; az asq rag „-népet” jelent, amiből „hegy-népet” kapunk.[4]
- Ernest Negro szerint a latin manua és (feltehetően) az occitán magne szó keveréke, ami szénakazalt, szénából készült kunyhót jelenthet
- Régi latin nyelvű iratokban, melyek 1896-ban ki lettek adva a „Babonák és hagyományok” (Superstitions et Survivances) könyvben, az áll, hogy a név a Manus Quartus kifejezésből ered, ami latinul „négyujjú kezet” jelent. Ez magyarázatot adna a város címerére is.

## Híres személyek
- Jean Giono író
- Adolphe Blanc zeneszerző

## Testvérvárosok
- Leinfelden-Echterdingen, Németország
- Voghera, Olaszország